# تجمع ضربين (رماة)

تعديل مصدري - تعديل

تجمع ضربين هي إحدى قرى عزلة رماة بمديرية رماة التابعة لمحافظة حضرموت، بلغ تعداد سكانها 96 نسمة حسب تعداد اليمن لعام 2004.